# Марсілій Падуанський
Марсілій Падуанський (італ. Marsilio da Padova, бл. 1275, Падуя — 1343, Мюнхен) — середньовічний італійський мислитель епохи Відродження, автор політико-правових трактатів.

## Головна праця
У «Захиснику миру» («Defensor Pacis») 1324 року Марсілій розвиває ідеї про самостійність держави, її незалежність від церкви в сфері публічної влади, про демократичні принципи її організації і функціонування, про співвідношення законодавчої і виконавчої влади, про народний суверенітет.
«Захисник миру» складається з трьох трактатів. У першому розвивається світська теорія держави, в другому викладаються погляди на суть і призначення церкви, у третьому формулюються висновки.

## Політико-правові погляди
Був виразником ідей класу підприємців (що почав розвиватися), а також купців, банкірів і заможних бюргерів Західної Європи, які прагнули подолання феодальної роздробленості, сильної централізованої влади, демократичних свобод.

### Співвідношення церкви і держави
Для всякої держави вважав найбільш бажаним спокій, найбільш шкідливим — розбрат. Основна причина останнього — хибні уявлення про співвідношення церкви і держави, божественного і людського законів. Спроби церкви втрутитися в справи світської влади сіють розбрат і позбавляють миру європейські держави, особливо Італію. Вони переборні, якщо церковники будуть займатися винятково сферою духовного життя людей. Церква повинна бути відділена від держави і підлегла світській політичній владі.

### Мета і структура держави
Ця влада і держава («політичний союз») виникли у процесі поступового ускладнення форм людського співжиття: родина, роди, племена, міста, держава. Остання — результат людських потреб. Мета держави — загальне благо. Тут у Падуанського теж явно помітний вплив аристотелівських ідей.
У державі, де багато потреб, важливий поділ занять і посад, з яких і утворюються частини держави. М.Падуанський нараховує шість таких частин: землеробство, ремесла, торгівля, військова справа, священство і суд. Перші три складає народ, що зберігає державу і уміряє її дії. Останні три частини — головні або почесні. Влада судова встановлює праведне і корисне суспільству. Примусовою силою виступає посада військова. Священство засноване для служіння Богу, його мета — учити людей закону і повчати їх. Усі посади служать благу політичного союзу.

### Форми правління
Верховна влада в державі, пише Падуанський, належить законодавцю, що завжди один і той же, тоді як форми правління можуть бути правильними (монархія, аристократія, політія) чи неправильними (тиранія, олігархія, демократія). Правильні форми правління встановлені за доброю волею громадян, тут влада управляє «законно». Неправильні встановлюються насильно і неминуче призводять до тиранії.

### Політико-правова формула— legislator humana (народ— законодавець)
Марсілій Падуанський першим запропонував політико-правову формулу legislator humana (народ законодавець). Він ставить питання «Кому належить право видавати закони, чи хто справжній законодавець у людському суспільстві?». Його відповідь: «народ, тобто сукупність громадян чи велика їхня частина».
Аргументи:
- законодавча влада повинна належати тому, хто може дати найкращі закони: саме такий народ, адже закони видаються для загального блага, а воно краще вбачається всіма, ніж деякими. Ніхто сам собі зла не бажає, отже, усі в сукупності будуть шукати загального блага, а не частки. Навпаки, один чи деякі легко можуть або помилятися, або мати на увазі власну користь, а не громадську.

- законодавцем повинен бути той, чиї закони найкраще виконуються. Таким є знову народ, тому що кожний тут кориться не за примусом, а добровільно законам, які він сам на себе накладає. При цьому більшість має і найбільше сили, щоб змусити непокірливих виконувати закон.

На питання: «Кому повинне належати право призначати правителя?» Падуанський відповідає — тому ж, хто видає закони, тобто народу. Він ж має право виправляти і заміняти правителя. Народ встановлює і форму правління. Правителю належить виконувати волю народу: владарювати, судити і виконувати закони. Краще виконуються закони, коли виконавча влада довіряється одному чи кільком, ніж усім. Головне, щоб їхні дії виходили із загального рішення.
Відповідаючи в дусі часу на питання: що корисніше: встановлення спадкової чи виборної монархії, Падуанський викладає доводи за і проти кожної з них і віддає перевагу останній. Головне для нього, по-перше, за виборної монархії діє принцип підзаконності всіх її дій, яка і створюється для того, щоб виконувати закони. По-друге, виконавець законів повинен обиратися тим же, ким закон установлений, тобто народом.
Марсилій поширює народний суверенітет і на духовну владу в державі. Оскільки церквою називається в істинному сенсі зібрання вірян, на його думку, їм і належить право призначення чи заміни пресвітерів у кожнім окрузі та єпископів. Він посилається на звичаї ранніх християн, «доводи розуму», і, головне, на те, що народ може краще судити про все. Нарешті, як вважає Падуанський, народу-законодавцю належить право тлумачення Святого Писання, установлення догматів і обрядів церкви. Це він може зробити через своїх представників на вселенських соборах. Тільки собор видає церковні закони, вправі накласти кару за невиконання християнських обов´язків, відлучити від церкви будь-якого князя чи громадянина. Для виконання соборних постанов обирається верховний єпископ чи, як данина традиції, його може призначити папа римський.
Таким чином, у Падуанського народ — єдиний носій суверенітету і верховний законодавець. Він один з перших став проводити чітке розмежування між законодавчою і виконавчою владою держави. При цьому перша визначає компетенцію й організацію другої, котра покликана суворо дотримуватися закону.
Падуанський різко заперечував твердження, начебто всі закони виходять з одного вищого, вічного і божественного правового начала. Закон, за його визначенням, — це припис, супроводжений примусом. Головна мета закону — правда і загальне благо. Другорядна мета — твердість і міцність влади, адже закон, утримуючи владу від сваволі і дурних пристрастей, тим самим робить її міцною. Тому усяка влада повинна управляти на підставі закону. А творцем законів має бути народ.